# Красный Пахарь (Волоконовский район)
Кра́сный Па́харь — посёлок в Волоконовском районе Белгородской области России. Входит в состав Ютановского сельского поселения.

## География
Посёлок находится в восточной части Белгородской области, на расстоянии 11,4 км (по прямой) к западу от рабочего посёлка Волоконовка, административного центра района.

### Часовой пояс
Посёлок Красный Пахарь, как и вся Белгородская область, находится в часовой зоне МСК (московское время). Смещение применяемого времени относительно UTC составляет +3:00.

## Население
| 2002 | 2010 |
| ---- | ---- |
| 82   | ↘62  |

## Улицы
В посёлке имеется одна улица — Зелёная.